# Frank Synott
Francis Allen „Red” Synott (ur. 25 czerwca 1891 w Chatham, zm. 5 marca 1945 w Bostonie) – amerykański hokeista.
Podczas swojej kariery zdobył razem z amerykańską reprezentacją srebrny medal na Letnich Igrzyskach Olimpijskich w 1920 roku, a kolejny na Zimowych Igrzyskach Olimpijskich w 1924 roku.